# جيني ويليام
جيني ويليام (بالإنجليزية: Jenny Hale)‏ هي كاتبة للأطفال وكاتِبة أسترالية، ولدت في 1959.